# Gerenia dorsalis
Gerenia dorsalis är en insektsart som först beskrevs av Walker, F. 1870.  Gerenia dorsalis ingår i släktet Gerenia och familjen gräshoppor. Inga underarter finns listade i Catalogue of Life.